# کامیانسکه
شهر کامیانسکه (به اوکراینی: Кам'янське) در استان دنیپروپتروفسک در کشور اوکراین واقع شده‌است. جمعیت این شهر ۲۵۵٬۸۴۱ نفر است.

## نگارخانه

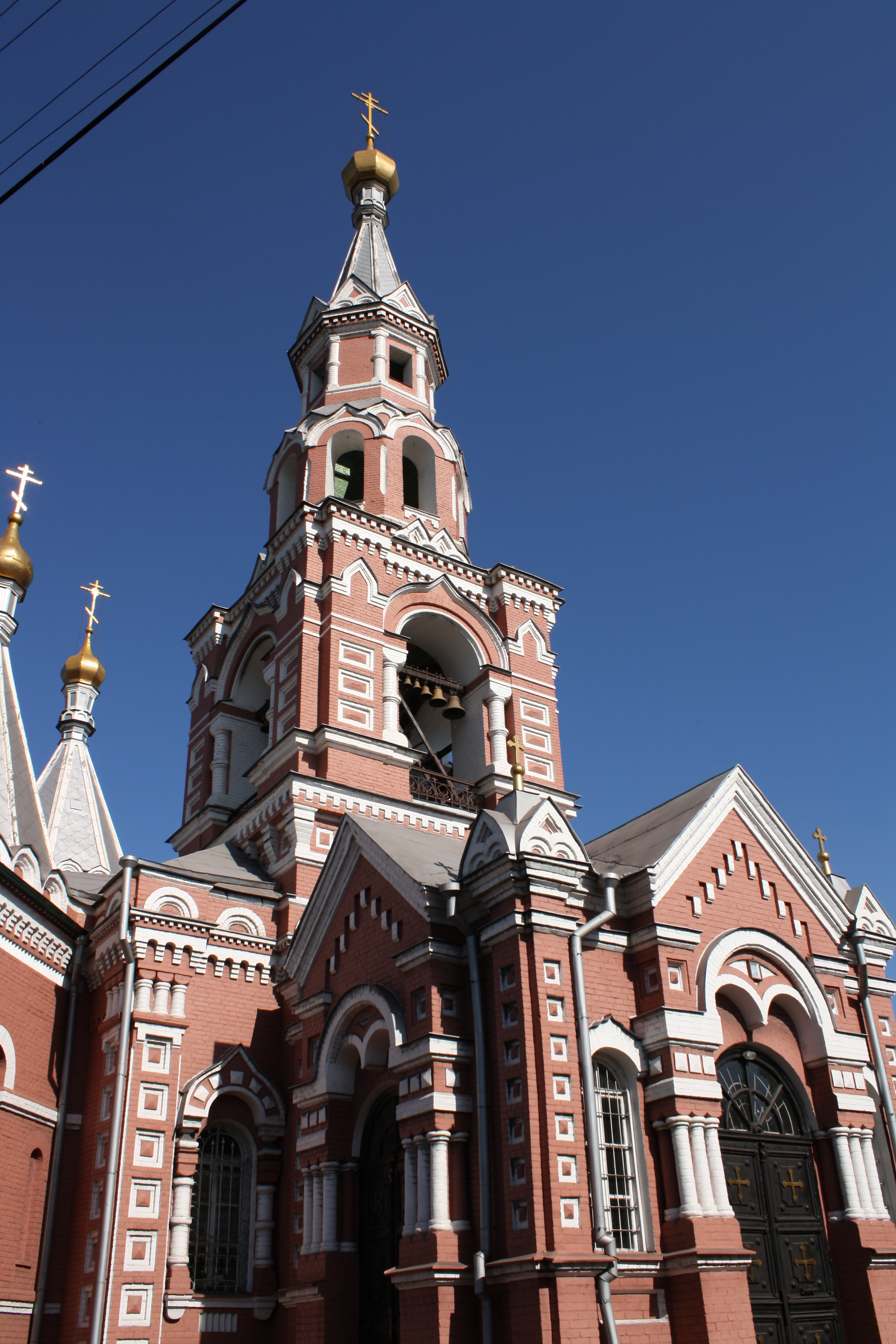
کلیسای ارتدکس سنت نیکلاس
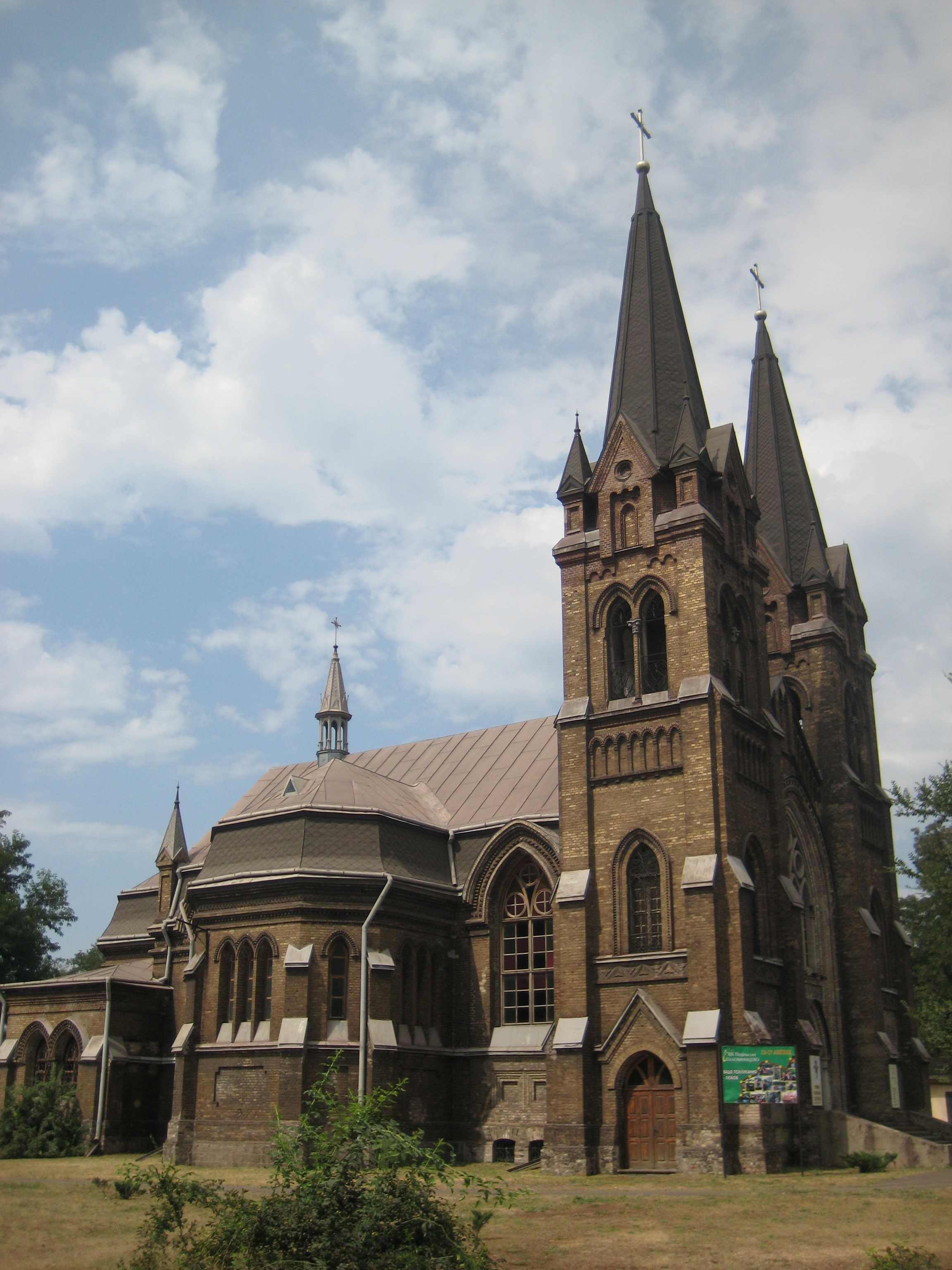
کلیسای کاتولیک رومی سنت نیکلاس
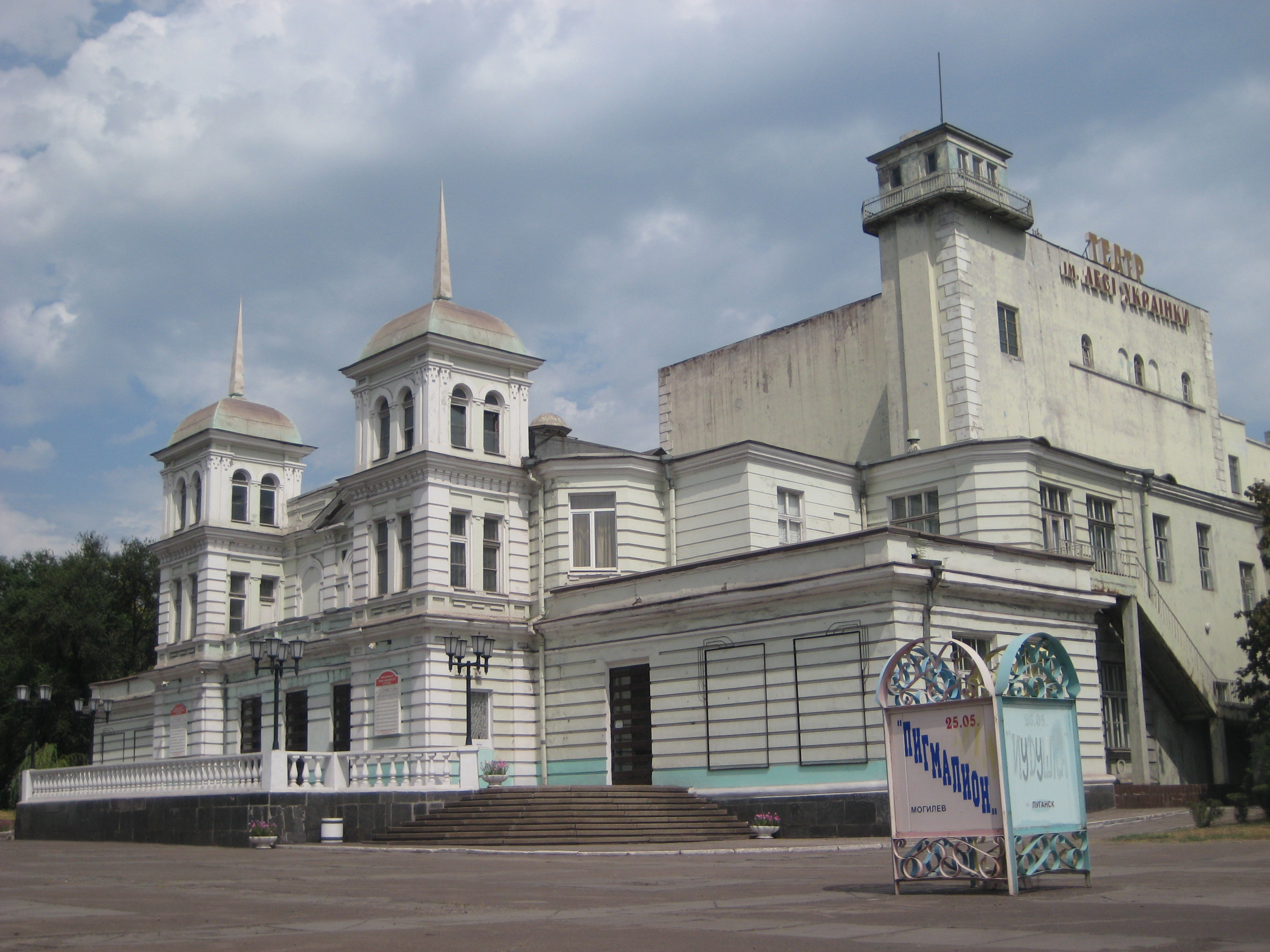
تاتر
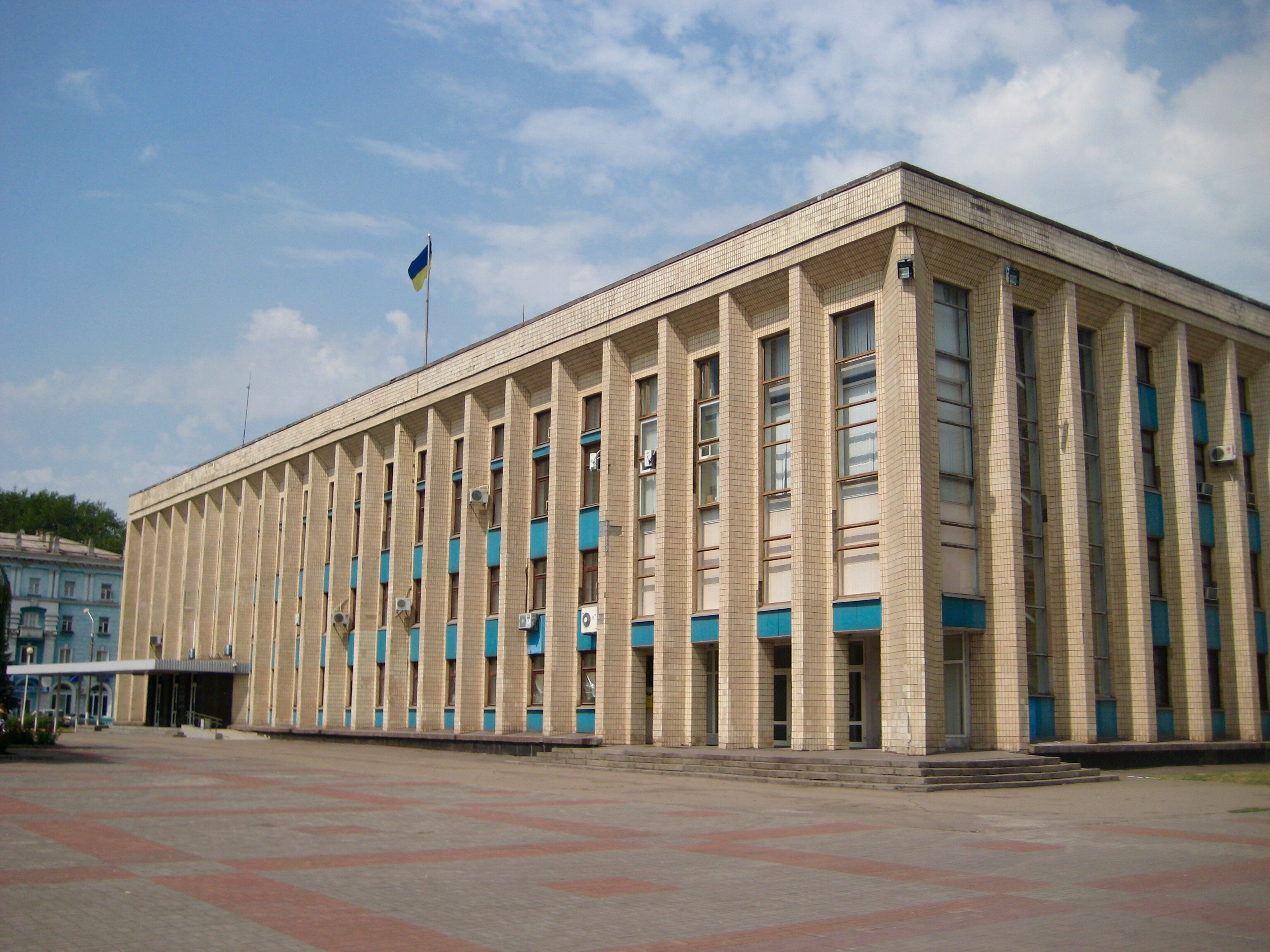
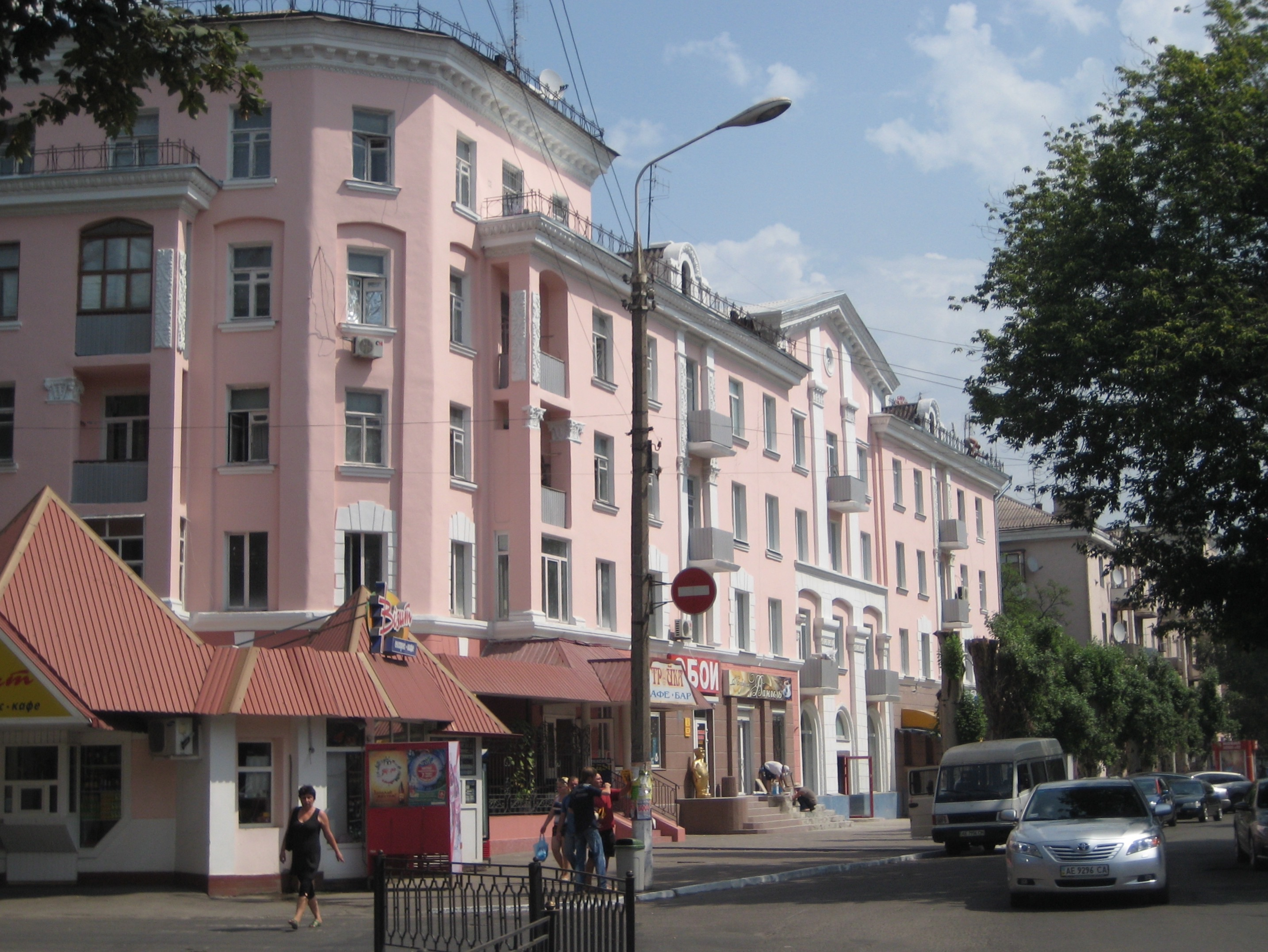
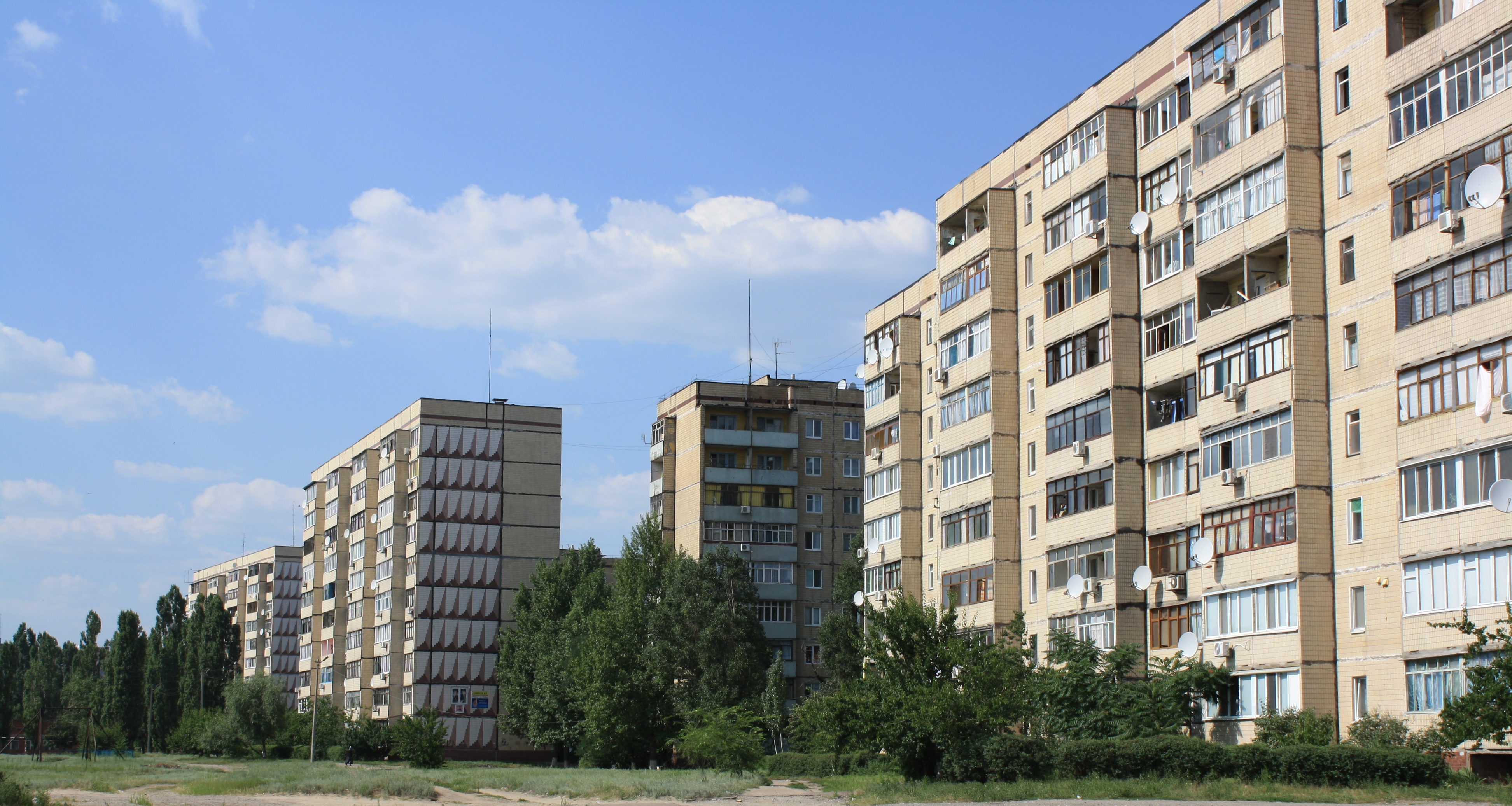
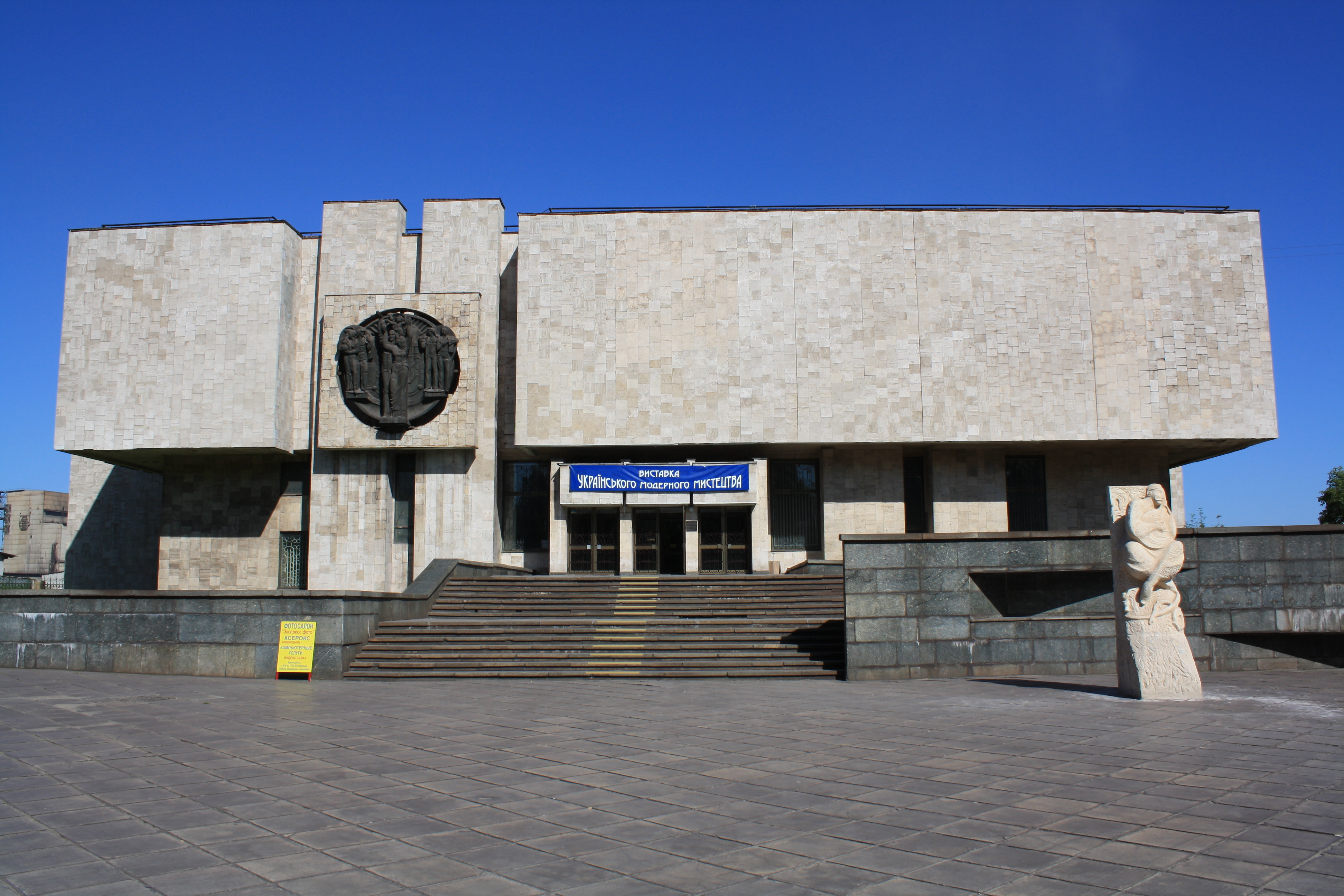
موزه
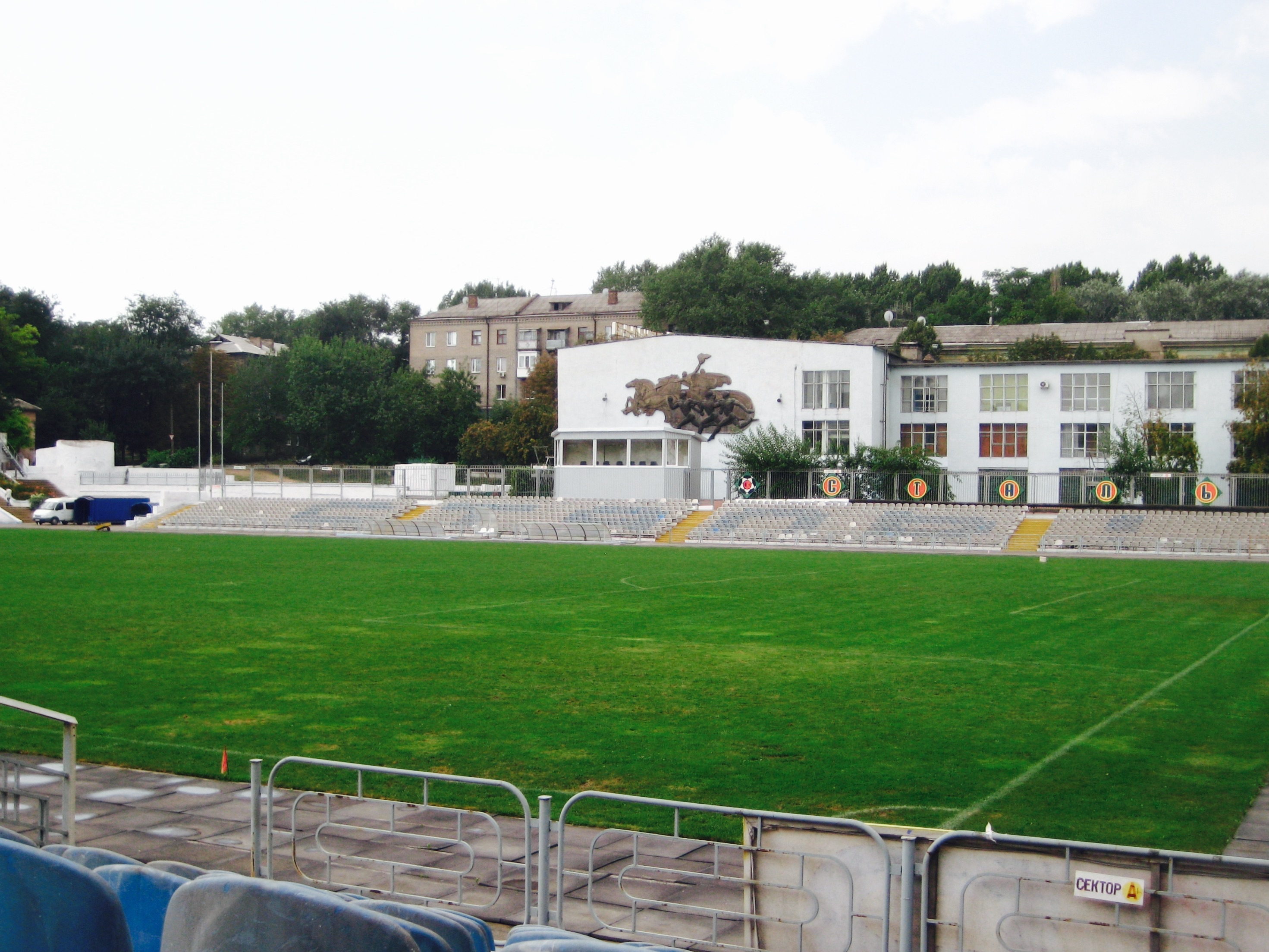
ورزشگاه متالروک
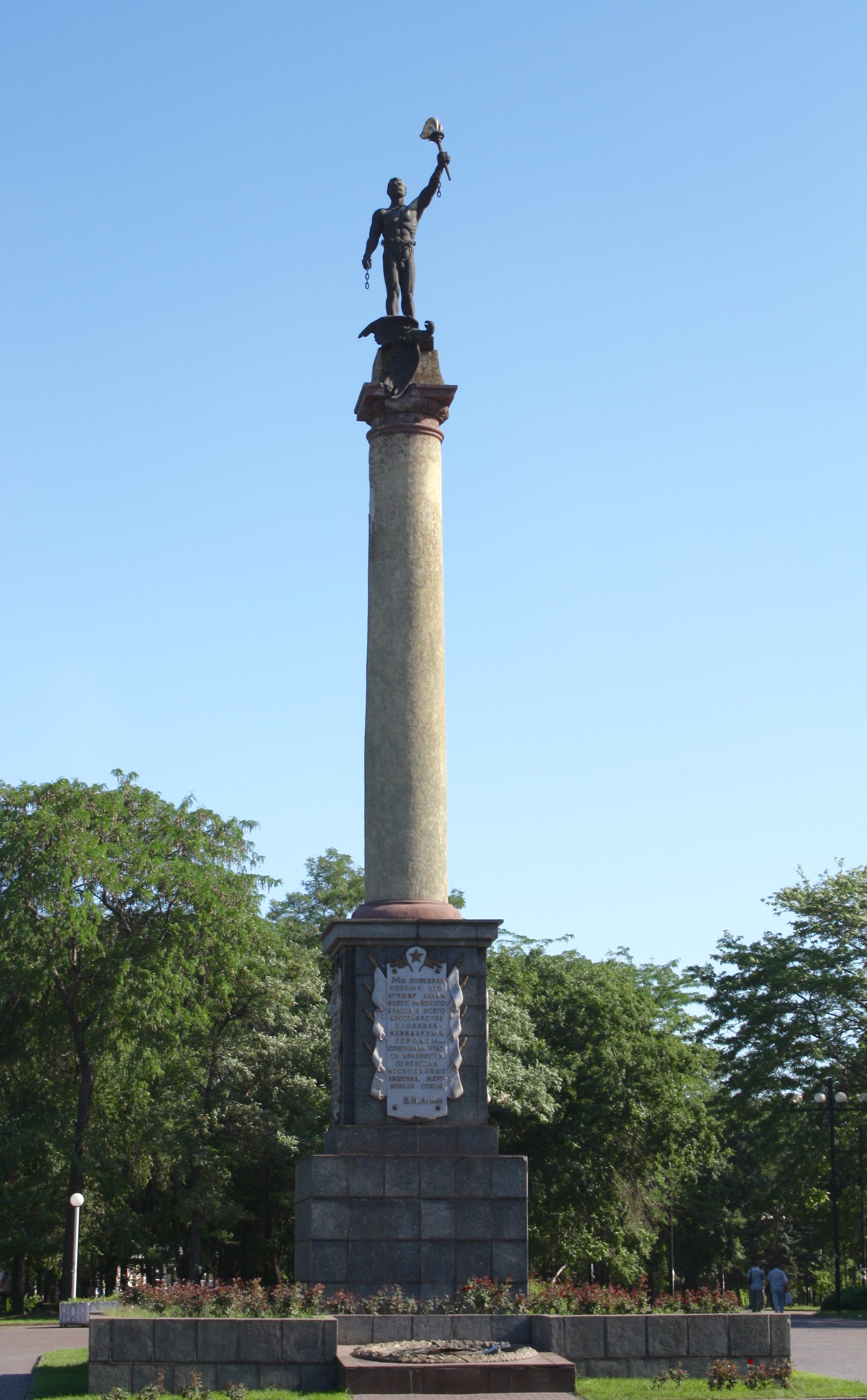
بنای یادبود پرومتئوس
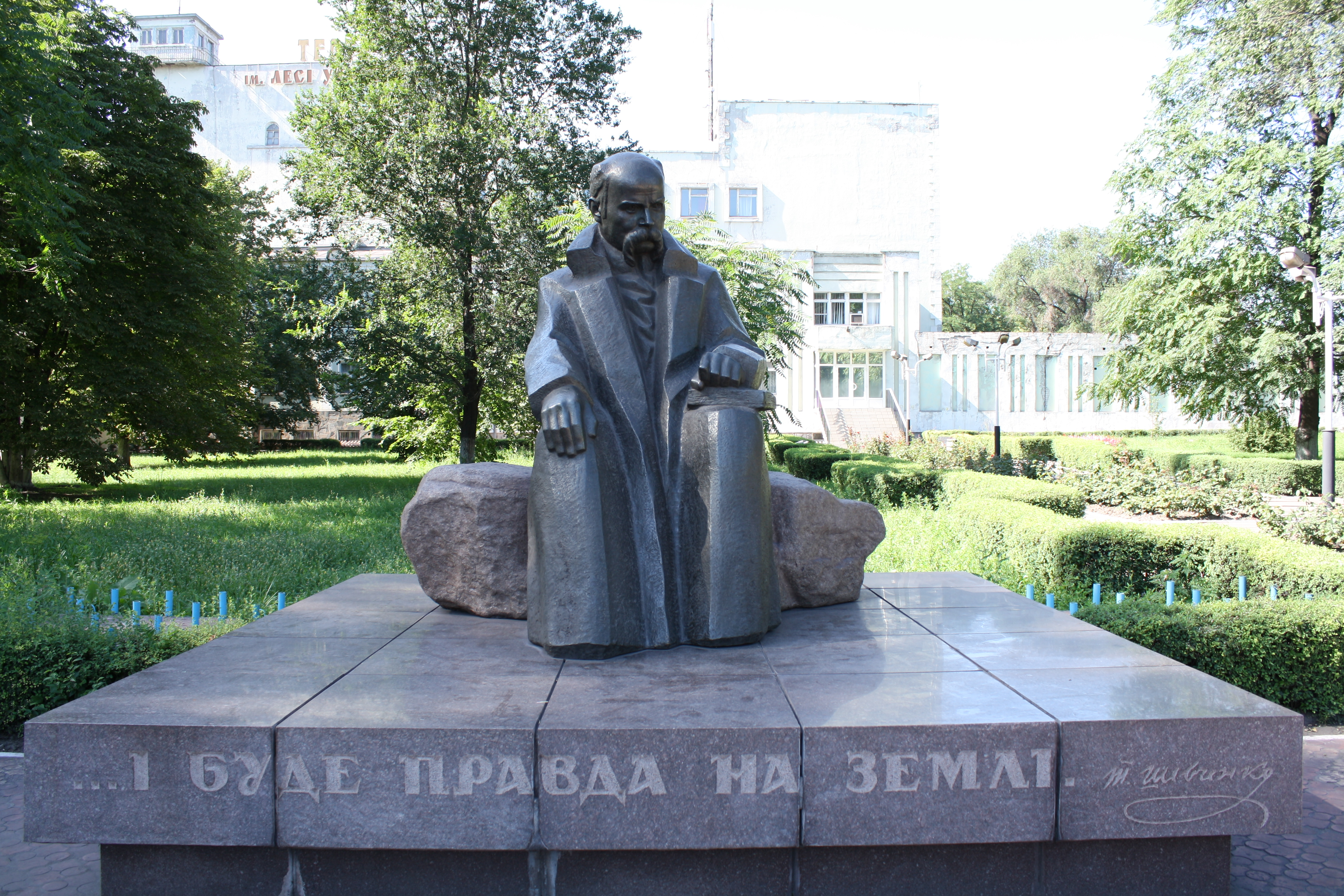
بنای تاریخی تاراس شوچنکو
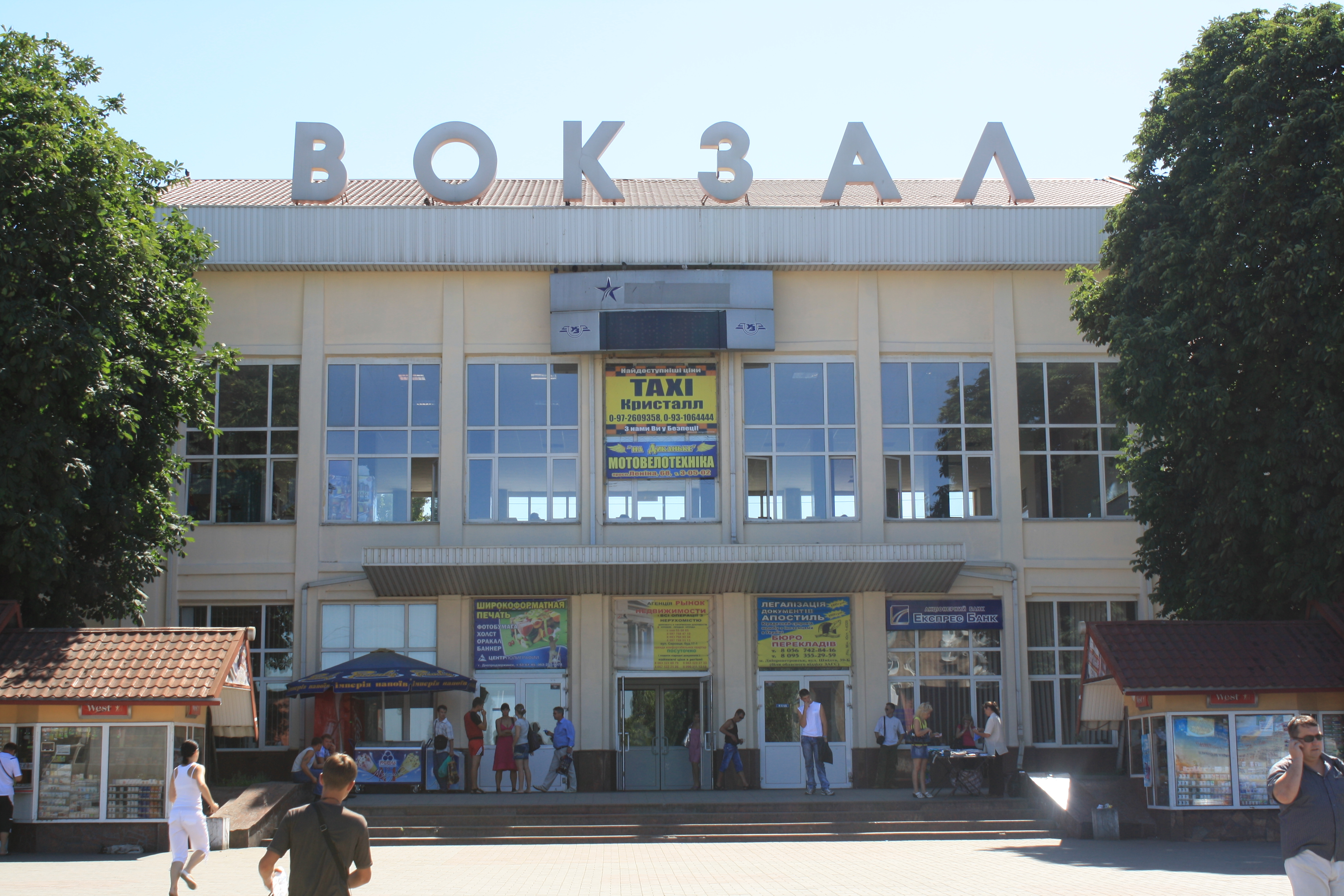
ایستگاه راه آهن
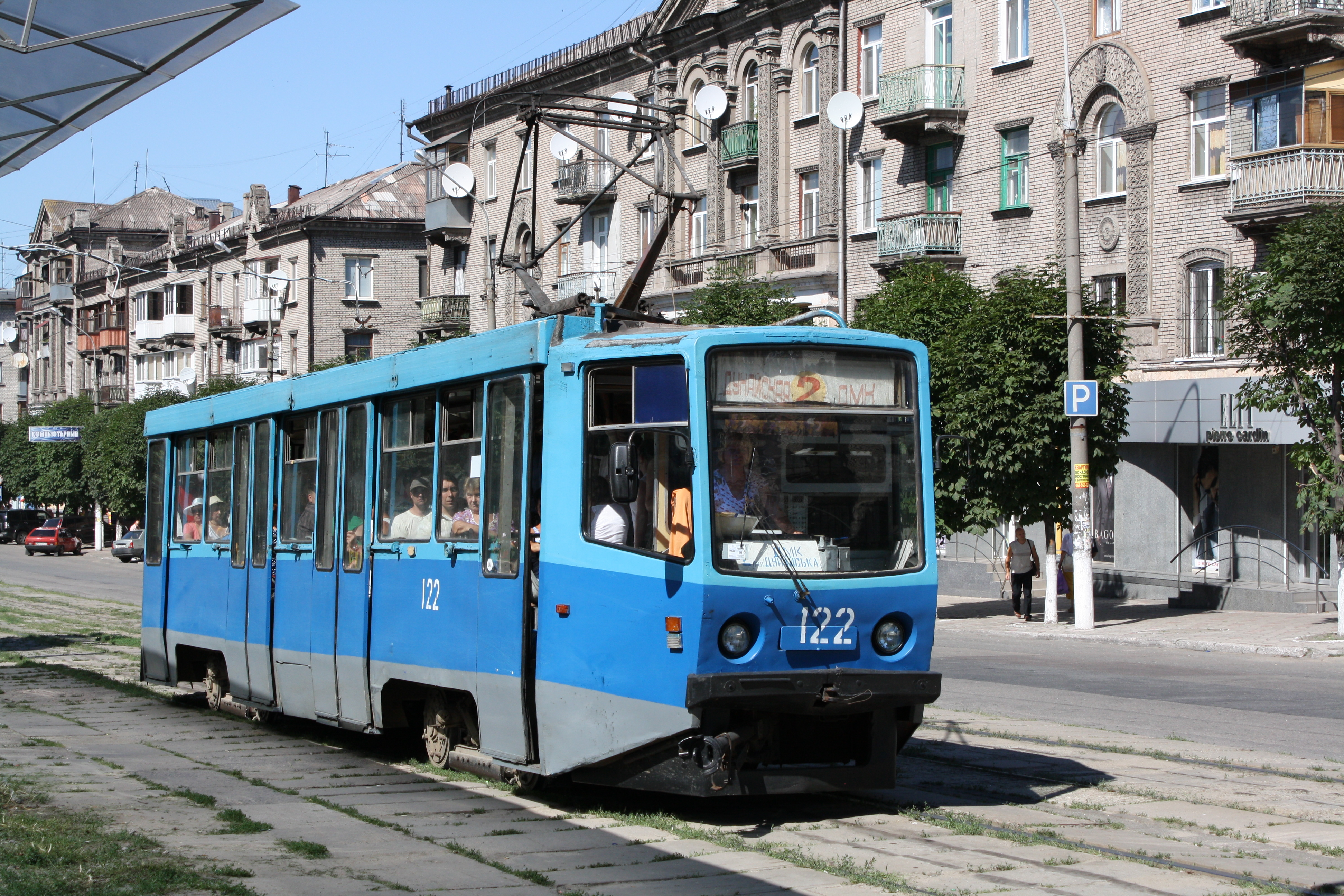
تراموا دنپرودزرزینک
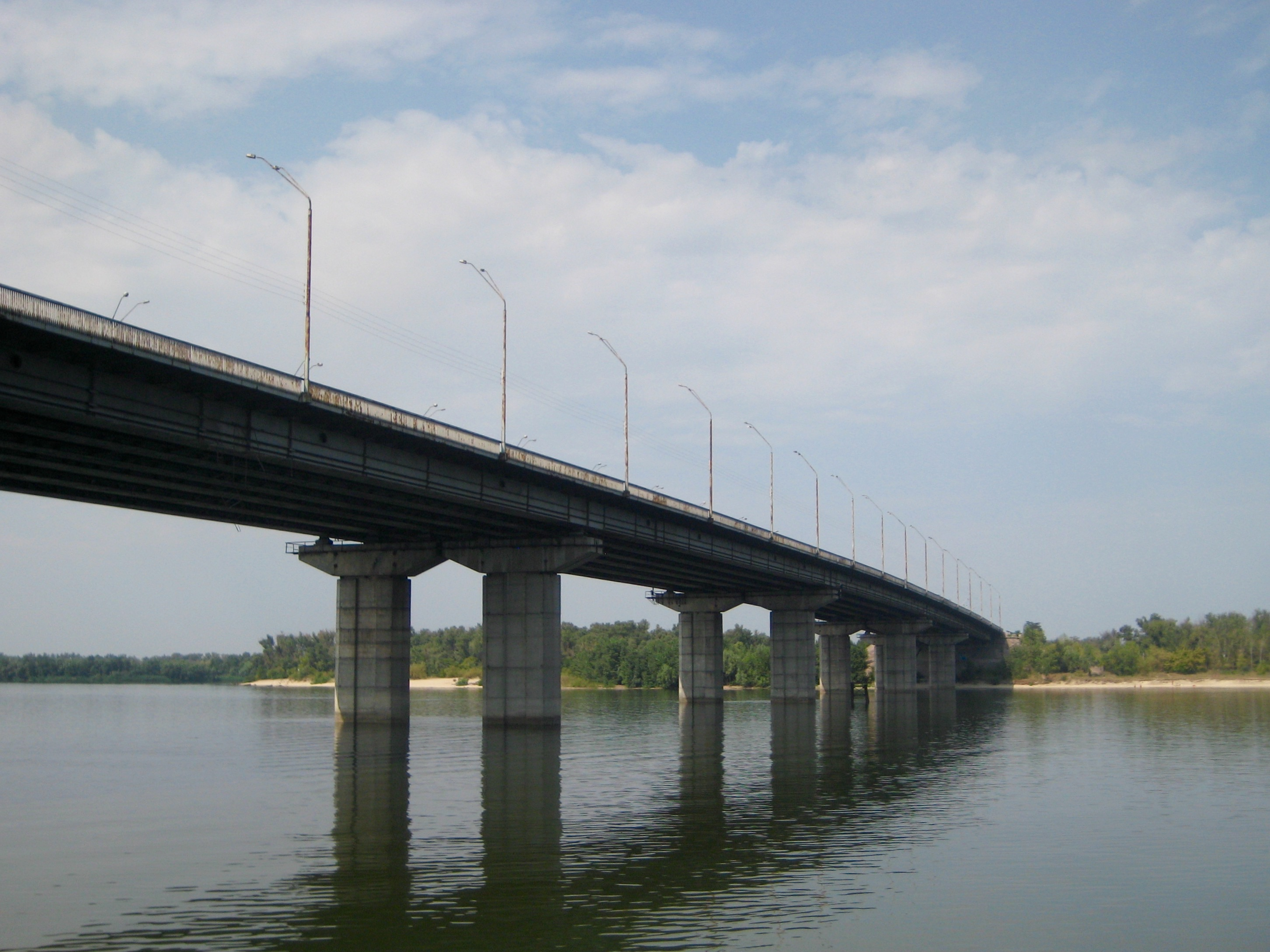
پل بر فراز رود دنیپر
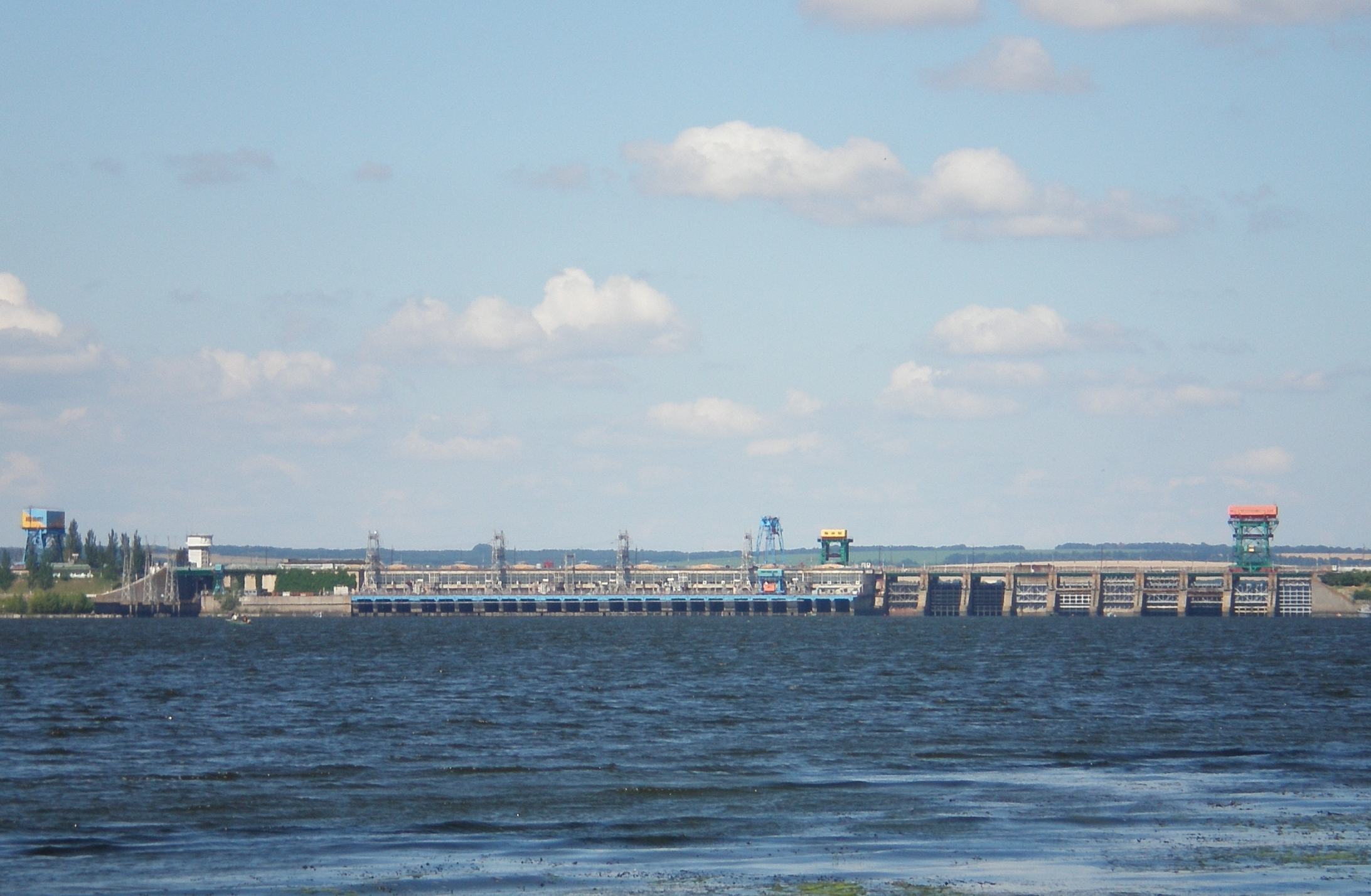
نیروگاه برق
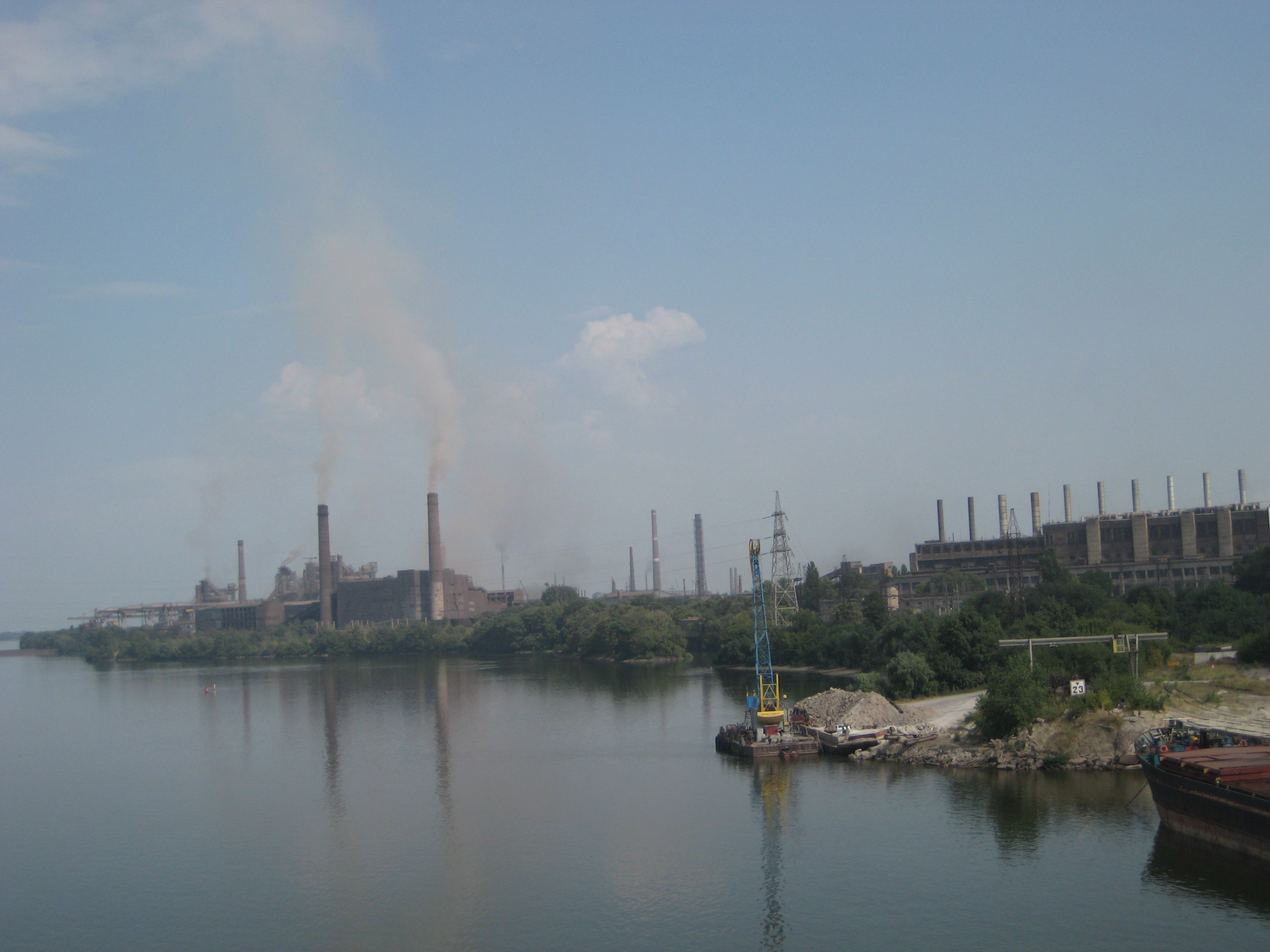